# Francisco Calcagno
Francisco Calcagno Monzón (Güines, 1827-Barcelona, 1903) fue un escritor, profesor y traductor cubano.

## Biografía
Nacido el 1 de junio de 1827 en Güines, se educó en el colegio Carraguao de La Habana. Estudió Filosofía y Letras en la Universidad de La Habana y posteriormente visitó Europa y los Estados Unidos. Desmembrada la fortuna que heredó de sus padres, regresó a Cuba en 1860, a su localidad natal. Allí fundó el periódico El Álbum, además de una imprenta, una biblioteca pública y una academia. También dirigió una escuela primaria. En 1865 pasó a La Habana, donde se dedicó a escribir y a la enseñanza. Entre sus obras se encontraron títulos como Poesías, Mesa revuelta, Historia de un muerto y En busca del eslabón, Mama Concha y Uno de tantos. Su obra más relevante habría sido un Diccionario biográfico cubano. Falleció el 22 de marzo de 1903 en Barcelona.